# Murad Ali Murad
Murad Ali Murad ist ein General der Afghanischen Nationalarmee (ANA). Von 2007 bis September 2010 war er Kommandeur des 209. Korps der ANA. Dieses Korps operiert in Nordafghanistan, wo auch die Einsatzkontingente der deutschen Bundeswehr im Rahmen der ISAF-Mission eingesetzt werden, und kooperiert mit diesen bei der Bekämpfung der Taliban. Allerdings war er im Februar 2010 mit dem Engagement der Bundeswehreinheiten bei Kundus nicht zufrieden. Einem afghanischen Privatsender gegenüber sagte er, die Deutschen vermieden die direkte Konfrontation mit den Taliban, und das habe zu erhöhten Opferzahlen bei seinen Soldaten geführt. Die Deutschen sollten aus der Region abziehen und durch Amerikaner ersetzt werden.
Seit September 2010 ist er Kommandeur der Bodentruppen der ANA im Range eines Generalleutnants.